# The Coverup
The Coverup (voorheen bekend als The Thacker Case) is een Amerikaans misdaaddrama uit 2008 onder de regie van Brian Jun met in de hoofdrollen Gabriel Mann, Eliza Dushku en John Savage. The Coverup is alleen vertoond op filmfestivals, met een eerste vertoning op het Austin Film Festival in 2008.

## Rolverdeling
| Acteur            | Personage       |
| ----------------- | --------------- |
| Gabriel Mann      | Stu Pepper      |
| Eliza Dushku      | Monica Wright   |
| John Savage       | Thomas Thacker  |
| Mark Pellegrino   | Ron Pebble      |
| Lee Garlington    | Beverly Thacker |
| Jennifer Finnigan | Nancy Pepper    |
| Steve Eastin      | Chief Wilson    |
| Colby French      | agent Dodge     |
| Alison Brie       | Grace           |